# Directive relative à la dissémination volontaire d'organismes génétiquement modifiés dans l'environnement
 (27 janvier 2019).
La directive 2001/18/CE du Parlement européen et du Conseil du 12 mars 2001 relative à la dissémination volontaire d'organismes génétiquement modifiés dans l'environnement et abrogeant la directive 90/220/CEE du Conseil est une directive du Parlement européen et du Conseil du 12 mars 2001 qui fixe les règles communautaires relatives à la dissémination volontaire d'OGM dans l'environnement. Elle abroge la directive 90/220/CEE du Conseil.
Son objectif est d'améliorer l'efficacité et la transparence de la procédure d'autorisation de dissémination volontaire et de mise sur le marché des organismes génétiquement modifiés (OGM). Cette directive a principalement pour but de limiter cette autorisation à une durée de 10 ans renouvelables et d'introduire un contrôle obligatoire après la mise sur le marché des OGM cultivés.
Elle prévoit également une méthode commune d'évaluation des risques associés à la dissémination d'OGM (les principes applicables à l'évaluation des risques pour l'environnement se trouvent à l'annexe II de la directive) et un mécanisme permettant la modification, la suspension ou la cessation de la culture lorsqu'on dispose de nouvelles informations sur les risques associés à cette dissémination.
Cette directive rend obligatoire la consultation du public et l'étiquetage des OGM. Le système d'échanges d'informations contenu dans les notifications, tels qu'établi par la directive 90/220/CE, est maintenu. La Commission européenne est obligée de consulter les comités scientifiques compétents sur toute question susceptible d'avoir des effets sur la santé humaine et/ou l'environnement. Elle peut aussi consulter des comités d'éthique.
L'établissement de plusieurs registres concernant des informations sur les modifications génétiques d'OGM et sur leur localisation est également rendu obligatoire. Les données à enregistrer sont les suivantes :
- des informations détaillées sur les personnes responsables de la dissémination ou de la mise sur le marché ;
- des informations générales sur l'OGM (nom commercial et nom scientifique, État membre concerné, décision d'autorisation de l'OGM, etc.) ;
- des informations sur l'ADN inséré dans l'OGM ;
- des informations sur les méthodes de détection et d'identification ;
- des informations sur le dépôt, le stockage et la mise à disposition des échantillons.

Tous les trois ans, la Commission publiera une synthèse des mesures prises dans les États membres en vue de la mise en œuvre de la directive.
En France, la directive a été transposée en droit interne par la loi n° 2008-595 du 25 juin 2008 relative aux OGM. Cette transposition s'est faite tardivement, ce qui a valu au pays d'être condamné pour manquement par la CJCE.
La Cour de justice de l’Union a pris en 2018 une décision selon laquelle les plantes issues des nouvelles techniques de génie génétique telle que la mutagénèse, appelées aussi "nouveaux OGM" relevaient également de la directive de 2001.

## Sources

## Compléments